# Кімчхек
Кімчхек (кор. 김책, 金策) — місто в КНДР, на півдні Хамген-Пукто, на березі Японського моря. До 1951 року мав назву Сонджин (кор. 성진, 城津). Населення міста становить 195 217 осіб (перепис 2005 року).
Кімчхек виник як рибальське поселення, на початку ХХ століття почався його бурхливий ріст. У 1931 році поселення отримало статус міста.
У місті розташований Сонджінський сталеливарний завод. Неподалік від міста знаходяться поклади графіту і магнезиту. Через місто проходить автомобільна дорога і залізниця.
У місті є музей, присвячений діяльності Кім Ір Сена.

## Клімат
Місто знаходиться у зоні, котра характеризується вологим континентальним кліматом зі спекотним літом. Найтепліший місяць — серпень із середньою температурою 22.2 °C (72 °F). Найхолодніший місяць — січень, із середньою температурою -3.9 °С (25 °F).
| Клімат Кімчхека         | Клімат Кімчхека | Клімат Кімчхека | Клімат Кімчхека | Клімат Кімчхека | Клімат Кімчхека | Клімат Кімчхека | Клімат Кімчхека | Клімат Кімчхека | Клімат Кімчхека | Клімат Кімчхека | Клімат Кімчхека | Клімат Кімчхека | Клімат Кімчхека |
| Показник                | Січ.            | Лют.            | Бер.            | Квіт.           | Трав.           | Черв.           | Лип.            | Серп.           | Вер.            | Жовт.           | Лист.           | Груд.           | Рік             |
| Абсолютний максимум, °C | 12              | 12              | 18              | 28              | 31              | 32              | 35              | 36              | 31              | 28              | 22              | 13              | 36              |
| Середній максимум, °C   | 0               | 0               | 5               | 11              | 16              | 18              | 22              | 24              | 21              | 16              | 8               | 2               | 12              |
| Середня температура, °C | −3              | −2              | 2               | 7               | 12              | 16              | 20              | 22              | 17              | 12              | 5               | −1              | 9               |
| Середній мінімум, °C    | −7              | −6              | −1              | 3               | 8               | 13              | 18              | 19              | 14              | 7               | 1               | −5              | 5               |
| Абсолютний мінімум, °C  | −20             | −18             | −13             | −5              | 1               | 7               | 10              | 12              | 5               | −3              | −12             | −20             | −20             |
| Норма опадів, мм        | 20              | 10              | 20              | 30              | 50              | 70              | 100             | 160             | 100             | 40              | 40              | 20              | 700             |
| ----------------------- | --------------- | --------------- | --------------- | --------------- | --------------- | --------------- | --------------- | --------------- | --------------- | --------------- | --------------- | --------------- | --------------- |
| Джерело: Weatherbase    |                 |                 |                 |                 |                 |                 |                 |                 |                 |                 |                 |                 |                 |